# Charlotte Schwab
 (août 2021).
Si vous disposez d'ouvrages ou d'articles de référence ou si vous connaissez des sites web de qualité traitant du thème abordé ici, merci de compléter l'article en donnant les références utiles à sa vérifiabilité et en les liant à la section « Notes et références ».
Pour les articles homonymes, voir Schwab.
Charlotte Schwab est une actrice suisse née le 17 décembre 1952 à Bâle connue pour son rôle dans la série télévisée Alerte Cobra de Anna Engelhardt de 1997 à 2008.
Elle parle couramment l'allemand, l'italien et le français[réf. souhaitée].

## Biographie
Née dans une famille modeste qui compte cinq enfants, Charlotte Schwab grandit dans les théâtres, lieux de travail de sa mère. Depuis toute petite, elle se passionne pour l'art de la scène. Parallèlement, elle termine son apprentissage d'opérateur de téléphone aux PTT (à la Poste) en Suisse, puis elle prend des cours au Conservatoire d'État de musique et d'art dramatique à Berne. Elle obtient son premier engagement en 1974 à Trèves, puis enchaîne les rôles à Düsseldorf (1976-1980), Brême (1980), Berlin, Bochum, Zurich et finalement au Théâtre Thalia de Hambourg, où elle jouera aux côtés d'Erdoğan Atalay (Semir dans la série Alerte Cobra).
En 1997, elle commence sa carrière cinématographie avec Die Konkurrentin aux côtés d'Ann-Kathrin Kramer, avec qui elle jouera quelques années plus tard dans la série crime Das Duo sur la ZDF. Par la suite, elle joue dans divers téléfilms et séries dont Alerte Cobra (Alarm für Cobra 11) de 1997 à 2008, où son rôle de la Chef Anna Engelhardt la fera connaître du grand public ; et Das Duo de 2002 à 2012 aux côtés d'Ann-Kathrin Kramer et Lisa Martinek.
Même si son travail à la télévision ne lui laisse pas beaucoup de temps pour les projets de théâtre, elle retourne cependant quelquefois sur scène, comme en 2002 Tout dans le jardin à la maison théâtre dans le parc, avec notamment Dominique Horwitz, ou en 2003 dans la pièce Purgatoire avec Herbert Knaup, mise en scène par Peter Löscher dans la Hamburger Kammerspiele.
Depuis 2012, Charlotte Schwab revient sur scène avec Die Heimholung (Theater Rigiblick, Zürich), Der Spieler (du même théâtre) et, en 2014, Schlechter Rat au théâtre am Kurfürstendamm de Berlin aux côtés d'Uwe Ochsenknecht.
En 2014, elle est à l'écran dans le film Un homme très recherché, de Anton Corbijn.
Charlotte Schwab a deux enfants et est actuellement mariée (après son divorce avec l'acteur Peter Simonischek) avec son partenaire de spectacle, le metteur en scène et auteur Sven-Eric Bechtolf. Parallèlement Charlotte Schwab aime le football depuis son enfance s'enthousiasme à la fois pour le SC Freiburg et pour Lionel Messi[non pertinent].
En 2016, Charlotte Schwab sera de retour dans Alerte Cobra pour reprendre le rôle d'Anna Engelhardt dans le téléfilm des vingt ans de la série. Parallèlement, un épisode lui sera consacré en guise d'ouverture de la saison 40 de la série le 1er septembre 2016. Le nom est "Die Cheffin".

## Filmographie

### Au cinéma
- 1984 : Ninguém Duas Vezes : Erika
- 1992 : Thea und Nat : Effi Lob
- 2000 : Joy Ride : Sandras Mutter
- 2019 : Zwingli : Maria[1]

## Distinctions
- 1977 : Actrice de l'année « Theater heute » pour le rôle de « Louise » dans « Kabale und Liebe »
- 1978 : Actrice de l'année « Theater heute » pour le rôle de « Amalia » dans « Die Räuber »
- 1978 : Förderpreis für Literatur der Landeshauptstadt Düsseldorf (Prix de littérature de la ville de Düsseldorf)